# Dömös, Komárom-Esztergom
Dömös  este un sat în districtul Esztergom, județul Komárom-Esztergom, Ungaria, având o populație de 1.192 de locuitori (2011). 

## Demografie
Componența etnică a satului Dömös
     Maghiari (96,3%)
     Germani (2,33%)
     Necunoscut (0,74%)
     Romi (0,63%)
     Alții (0,74%)
Componența confesională a satului Dömös
     Romano-catolici (46,98%)
     Reformați (9,73%)
     Fără religie (7,47%)
     Necunoscută (33,89%)
     Alte religii (2,94%)
Conform recensământului din 2011, satul Dömös avea 1.192 de locuitori. Din punct de vedere etnic, majoritatea locuitorilor (96,3%) erau maghiari, cu o minoritate de germani (2,33%). Apartenența etnică nu este cunoscută în cazul a 0,74% din locuitori. Nu există o religie majoritară, locuitorii fiind romano-catolici (46,98%), reformați (9,73%) și persoane fără religie (7,47%). Pentru 33,89% din locuitori nu este cunoscută apartenența confesională.